# Pycnocentrella eruensis
Pycnocentrella eruensis är en nattsländeart som beskrevs av Mosely in Mosely och Douglas E. Kimmins 1953. Pycnocentrella eruensis ingår i släktet Pycnocentrella och familjen Calocidae. Inga underarter finns listade i Catalogue of Life.